# Vitālijs Rečickis
Vitālijs Rečickis (ur. 8 sierpnia 1986 roku w Rzeżycy, Łotwa) – łotewski piłkarz, grający na pozycji defensywnego pomocnika.

## Kariera piłkarska

### Kariera klubowa
Jest wychowankiem drużyny RSK Dižvanagi. 1 stycznia 2009 roku podpisał kontrakt z klubem SK Blāzma, wówczas występującym w I lidze. W sezonie 2009 zajął z tym zespołem 6. miejsce. 1 stycznia 2010 roku na zasadzie wolnego transferu przeniósł się do cypryjskiego klubu Aris Limassol. Z tą drużyną w sezonie 2009/2010 zajął 12. pozycję w lidze, które oznaczało konieczność stoczenia walki w barażach o utrzymanie. Niestety w dodatkowych meczach jego ekipa zajęła, ostatnią, 4. lokatę, i spadła z I ligi. Po tym sezonie ponownie zmienił barwy klubowe. 1 sierpnia 2010 roku podpisał kontrakt z litewskim klubem Tauras Taurogi. W sezonie 2010 zajął z tym zespołem 4. lokatę, dzięki czemu mogli wziąć udział w II rundzie kwalifikacyjnej do Ligi Europy. W następnym sezonie uplasowali się oni na 7. miejscu w lidze. 1 lutego 2012 roku przeszedł na zasadzie wolnego transferu do klubu FK Jūrmala-VV, występującym wówczas w I lidze. W sezonie 2012 zajął z tą drużyną 6. pozycję. Po tych rozgrywkach odszedł z tej ekipy. 1 stycznia 2013 roku podpisał kontrakt z klubem Daugava Ryga. W sezonie 2013 uplasował się z tym zespołem na 4. miejscu. 16 stycznia 2014 roku na zasadzie wolnego transferu przeszedł do klubu FK Ventspils.
W sezonie 2014 jego drużyna okazała się najlepszym zespołem na Łotwie. Dzięki temu mogła wziąć udział w II rundzie eliminacyjnej do Ligi Mistrzów. Jego zespół zmierzył się w dwumeczu ze szwedzkim Malmö FF. Pierwsze spotkanie bezbramkowo zremisowali, natomiast w rewanżu przegrali 0–1 i tym samym pożegnali się z tymi rozgrywkami. Vitālijs Rečickis w obu tych meczach zagrał po 90 minut.
Nie ma informacji o tym do kiedy wiąże do umowa z klubem FK Ventspils.

### Kariera reprezentacyjna
Vitālijs Rečickis nie wystąpił dotychczas w reprezentacji Łotwy.

## Sukcesy i odznaczenia
- Mistrzostwo Łotwy (1 razy): 2014[8]